# Provincia de Enna
Enna (Provincia di Enna en italiano) fue una provincia de la región de Sicilia, en Italia. Dejó de existir en 2015 y fue reemplazada por el Libre consorcio municipal de Enna. Su capital era la ciudad de Enna.
Tenía un área de 2562 km², y una población total de 176.959 hab. (2001). Contaba con 20 municipios.
La totalidad de su territorio se encontraba en el territorio es considerado Sicilia Central, siendo además, la única provincia de Sicilia sin salida al mar.